# Douglas Martínez
Douglas Francisco Martínez Juárez (Olanchito, Yoro, Honduras; 5 de junio de 1997) es un futbolista hondureño. Juega como delantero y su actual club es el Charleston Battery de la USL Championship.

## Trayectoria

### Vida
Hizo su debut profesional de la mano del técnico Jorge Ernesto Pineda, con tan solo 16 años de edad, el 7 de septiembre de 2013 siendo sustituido a los 45 minutos por Carlos Solórzano, frente a Real Sociedad de Tocoa, por la sexta jornada del Torneo Apertura 2013, en un encuentro disputado en el Estadio Municipal Ceibeño Nilmo Edwards de La Ceiba. El mismo terminó con empate de 2 a 2; los goles del Vida los anotó Rubilio Castillo. 
Su primer gol como profesional lo anotó el 31 de julio de 2016 en un partido contra el mismo Real Sociedad, que terminó con empate de 2 a 2 en el Estadio Francisco Martínez Durón de Tocoa.

### New York Red Bulls
El 26 de abril de 2017, se anunció su préstamo al New York Red Bulls II de la United Soccer League, al cual se unió por una temporada.
El 6 de mayo de 2017, realizó su debut en la United Soccer League, durante el triunfo de su equipo por 3 a 1 ante Penn FC, convirtiendo la tercera anotación para New York Red Bulls II.

### Regreso a Vida
El 20 de diciembre de 2017, se anunció su regreso a la disciplina del Vida. En su segunda etapa con los cocoteros, Martínez solo jugó ocho partidos y no anotó goles.

### Real Salt Lake
El 3 de agosto de 2018, fichó por el Real Monarchs de la United Soccer League, filial del Real Salt Lake.
Hizo su debut oficial con ese club el 9 de marzo de 2019, durante el empate de 1 a 1 como visitantes ante Sacramento Republic, jugó hasta el minuto 69 cuando fue reemplazado por el camerunés Lionel Abati Etounde. El 26 de abril de 2019, realizó su primera anotación contra Austin Bold, en juego que perdieron 3 a 2. 
El 8 de junio de 2019, realizó su primer doblete, en el triunfo por 5 a 3 sobre Rio Grande Valley. El 13 de junio de 2019, contra Tacoma Defiance, anotó su primer hat-trick, y el 14 de septiembre de 2019, contra Portland Timbers 2, su primer póker de goles.
El 11 de septiembre de 2019, finalmente realizó su debut con Real Salt Lake en la Major League Soccer, durante un encuentro contra San Jose Earthquakes que ganaron 1 a 0. Martínez jugó hasta el minuto 64 y fue sustituido por el venezolano Jefferson Savarino.
El 27 de julio de 2020, marcó su primer gol en la MLS durante la derrota de 4 a 2 contra San Jose Earthquakes.
El 27 de enero de 2022, fichó por el Sacramento Republic de la USL Championship.

## Selección nacional

### Selecciones menores
Formó parte de la selección hondureña sub-20 que disputó el Campeonato Sub-20 de la Concacaf de 2017 en Costa Rica y la Copa Mundial de Fútbol Sub-20 de 2017 en Corea del Sur. También fue convocado a la selección sub-23 que disputó los Juegos Centroamericanos y del Caribe de 2018 y los Juegos Panamericanos de 2019. 

#### Participaciones en Copas del Mundo
| Torneo                      | Sede          | Resultado    | Partidos | Goles |
| --------------------------- | ------------- | ------------ | -------- | ----- |
| Copa Mundial Sub-20 de 2017 | Corea del Sur | Primera fase | 3        | 0     |

#### Participaciones en Campeonatos Sub-20 de Concacaf
| Torneo                    | Sede       | Resultado  | Partidos | Goles |
| ------------------------- | ---------- | ---------- | -------- | ----- |
| Campeonato Sub-20 de 2017 | Costa Rica | Subcampeón | 5        | 1     |

#### Participaciones en Juegos Panamericanos
| Torneo                       | Sede | Resultado        | Partidos | Goles |
| ---------------------------- | ---- | ---------------- | -------- | ----- |
| Juegos Panamericanos de 2019 | Lima | Medalla de plata | 5        | 2     |

#### Participaciones en Juegos Centroamericanos y del Caribe
| Torneo                                       | Sede         | Resultado         | Partidos | Goles |
| -------------------------------------------- | ------------ | ----------------- | -------- | ----- |
| Juegos Centroamericanos y del Caribe de 2018 | Barranquilla | Medalla de bronce | 5        | 3     |

### Selección absoluta
Debutó en la selección absoluta con gol incluido el 10 de octubre de 2019 en el triunfo de 2 a 0 como visitantes ante Trinidad y Tobago por la Liga de Naciones de la Concacaf 2019-20.

#### Goles internacionales
| #  | Fecha                 | Lugar                                                     | Rival             | Goles | Resultado | Competición              |
| -- | --------------------- | --------------------------------------------------------- | ----------------- | ----- | --------- | ------------------------ |
| 1. | 10 de octubre de 2019 | Estadio Hasely Crawford, Puerto España, Trinidad y Tobago | Trinidad y Tobago | 2-0   | 2—0       | Liga de Naciones 2019-20 |

## Estadísticas

### Clubes
Actualizado al último partido jugado el 16 de marzo de 2024.
| Club                                 | Div.                | Temporada           | Liga  | Liga  | Copas Nacionales | Copas Nacionales | Copas Internacionales | Copas Internacionales | Total | Total |
| Club                                 | Div.                | Temporada           | Part. | Goles | Part.            | Goles            | Part.                 | Goles                 | Part. | Goles |
| ------------------------------------ | ------------------- | ------------------- | ----- | ----- | ---------------- | ---------------- | --------------------- | --------------------- | ----- | ----- |
| Vida Honduras                        | 1.ª                 | 2013-14             | 1     | 0     | —                | —                | —                     | —                     | 1     | 0     |
| Vida Honduras                        | 1.ª                 | 2014-15             | 0     | 0     | —                | —                | —                     | —                     | 0     | 0     |
| Vida Honduras                        | 1.ª                 | 2015-16             | 5     | 0     | —                | —                | —                     | —                     | 5     | 0     |
| Vida Honduras                        | 1.ª                 | 2016-17             | 13    | 1     | —                | —                | —                     | —                     | 13    | 1     |
| Vida Honduras                        | Total               | Total               | 19    | 1     | 0                | 0                | 0                     | 0                     | 19    | 1     |
| New York Red Bulls II Estados Unidos | 2.ª                 | 2017                | 16    | 1     | —                | —                | —                     | —                     | 16    | 1     |
| New York Red Bulls II Estados Unidos | Total               | Total               | 16    | 1     | 0                | 0                | 0                     | 0                     | 16    | 1     |
| Vida Honduras                        | 1.ª                 | 2017-18             | 5     | 0     | —                | —                | —                     | —                     | 5     | 0     |
| Vida Honduras                        | 1.ª                 | 2018-19             | 3     | 0     | —                | —                | —                     | —                     | 3     | 0     |
| Vida Honduras                        | Total               | Total               | 8     | 0     | 0                | 0                | 0                     | 0                     | 8     | 0     |
| Real Monarchs Estados Unidos         | 2.ª                 | 2019                | 25    | 17    | —                | —                | —                     | —                     | 25    | 17    |
| Real Monarchs Estados Unidos         | 2.ª                 | 2020                | 0     | 0     | —                | —                | —                     | —                     | 0     | 0     |
| Real Monarchs Estados Unidos         | 2.ª                 | 2021                | 7     | 2     | —                | —                | —                     | —                     | 7     | 2     |
| Real Monarchs Estados Unidos         | Total               | Total               | 32    | 19    | 0                | 0                | 0                     | 0                     | 32    | 19    |
| Real Salt Lake Estados Unidos        | 1.ª                 | 2019                | 1     | 0     | —                | —                | —                     | —                     | 1     | 0     |
| Real Salt Lake Estados Unidos        | 1.ª                 | 2020                | 19    | 3     | —                | —                | —                     | —                     | 19    | 3     |
| Real Salt Lake Estados Unidos        | 1.ª                 | 2021                | 6     | 0     | —                | —                | —                     | —                     | 6     | 0     |
| Real Salt Lake Estados Unidos        | Total               | Total               | 26    | 3     | 0                | 0                | 0                     | 0                     | 26    | 3     |
| San Diego Loyal Estados Unidos       | 2.ª                 | 2021                | 11    | 2     | —                | —                | —                     | —                     | 11    | 2     |
| San Diego Loyal Estados Unidos       | Total               | Total               | 11    | 2     | 0                | 0                | 0                     | 0                     | 11    | 2     |
| Sacramento Republic Estados Unidos   | 2.ª                 | 2022                | 31    | 5     | 6                | 1                | —                     | —                     | 37    | 6     |
| Sacramento Republic Estados Unidos   | Total               | Total               | 31    | 5     | 6                | 1                | 0                     | 0                     | 37    | 6     |
| Indy Eleven Estados Unidos           | 2.ª                 | 2023                | 31    | 4     | 1                | 0                | —                     | —                     | 32    | 4     |
| Indy Eleven Estados Unidos           | 2.ª                 | 2024                | 1     | 1     | —                | —                | —                     | —                     | 1     | 1     |
| Indy Eleven Estados Unidos           | Total               | Total               | 32    | 5     | 1                | 0                | 0                     | 0                     | 33    | 5     |
| Total en su carrera                  | Total en su carrera | Total en su carrera | 175   | 36    | 7                | 1                | 0                     | 0                     | 182   | 37    |

### Selección nacional
Actualizado al último partido jugado el 14 de noviembre de 2019.
| 1. | 10 de octubre de 2019   | Estadio Hasely Crawford, Puerto España, Trinidad y Tobago  | Trinidad y Tobago | 2-0 | Anotado | Liga de Naciones 2019-20 |
| 2. | 13 de octubre de 2019   | Estadio Olímpico Metropolitano, San Pedro Sula, Honduras   | Martinica         | 1–0 |         | Liga de Naciones 2019-20 |
| 3. | 14 de noviembre de 2019 | Estadio Municipal Pierre-Aliker, Fort de France, Martinica | Martinica         | 1–1 |         | Liga de Naciones 2019-20 |

### Resumen estadístico
| Competición           | Partidos | Goles | Promedio |
| --------------------- | -------- | ----- | -------- |
| Liga                  | 69       | 19    | 0.28     |
| Copas Nacionales      | 0        | 0     | 0.00     |
| Copas Internacionales | 0        | 0     | 0.00     |
| Selección de Honduras | 3        | 1     | 0.33     |
| Total                 | 72       | 20    | 0.28     |